# Harper Valley P.T.A. (serie televisiva)
Harper Valley P.T.A. è una serie televisiva statunitense in 30 episodi trasmessi per la prima volta nel corso di 2 stagioni dal 1981 al 1982.
È una situation comedy basata sul film Harper Valley P.T.A. del 1978 (a sua volta ispirato ad un brano omonimo del 1968 della cantante country Jeannie C. Riley, scritto da Tom T. Hall). La serie vede la stessa attrice protagonista del film (Barbara Eden) di cui rappresenta un sequel.

## Trama
Stella Johnson è una single madre della teenager Dee. I due vivono nella città fittizia di Harper Valley, Ohio. La città è dominata dai discendenti del suo fondatore, la famiglia Harper, rappresentata dal sindaco Otis Harper, Jr.. Stella è da poco stata eletta nel consiglio di amministrazione del P.T.A. cittadino (la Parent-Teacher Association, organizzazione comune negli Stati Uniti atta a facilitare il rapporto tra i genitori e lo staff scolastico). Il disprezzo di Stella per le convenzioni ataviche della piccola città e per l'ipocrisia strisciante di molti dei suoi residenti è la condizione per la comicità della serie.

## Personaggi e interpreti

### Personaggi principali
- Stella Johnson (30 episodi, 1981-1982), interpretata da Barbara Eden.
- Cassie Bowman (30 episodi, 1981-1982), interpretata da Fannie Flagg.
- Dee Johnson (30 episodi, 1981-1982), interpretata da Jenn Thompson.
- Flora Simpson Reilly (30 episodi, 1981-1982), interpretata da Anne Francine.
- Bobby Taylor (30 episodi, 1981-1982), interpretato da Rod McCary.
- Wanda Reilly Taylor (30 episodi, 1981-1982), interpretata da Bridget Hanley.
- Sindaco Otis Harper Jr. (29 episodi, 1981-1982), interpretato da George Gobel.

### Personaggi secondari
- Scarlett Taylor (18 episodi, 1981-1982), interpretata da Suzi Dean.
- Zio Buster (17 episodi, 1981-1982), interpretato da Mills Watson.
- Vivian Washburn (13 episodi, 1981), interpretata da Mari Gorman.
- Willamae Jones (12 episodi, 1981), interpretato da Edie McClurg.
- Norman Clayton (11 episodi, 1981), interpretato da Gary Allen.
- George Kelly (8 episodi, 1981), interpretato da Vic Dunlop.
- Cliff Willoughby (7 episodi, 1981), interpretato da Robert Gray.
- Coach Burt Powell (4 episodi, 1981), interpretato da Kevin Scannell.
- Doug Peterson (3 episodi, 1981), interpretato da Fred Holliday.
- Mrs. Crowley (3 episodi, 1981), interpretata da Enid Kent.
- Capitano Palmer (2 episodi, 1981), interpretato da Rod Colbin.
- Lyle Oliver (2 episodi, 1981-1982), interpretato da Lewis Arquette.
- Burt Reynolds (2 episodi, 1982), interpretato da Sasha Gabor.
- Tom Meecham (1 episodio, 1981-1982), interpretato da Christopher Stone.

## Produzione
La serie, ideata da Sherwood Schwartz, fu prodotta da Universal TV e girata negli studios della Universal a Universal City in California. Le musiche furono composte da Nelson Riddle e Arthur B. Rubinstein.

### Registi
Tra i registi sono accreditati:
- William Asher in 5 episodi (1981-1982)
- Rod Daniel in 4 episodi (1981-1982)
- Alan Myerson in 4 episodi (1981-1982)
- Claudio Guzmán in 4 episodi (1981)
- Bruce Bilson in 3 episodi (1981)
- Alan Cooke in 2 episodi (1981-1982)
- Sigmund Neufeld Jr. in 2 episodi (1981)

### Sceneggiatori
Tra gli sceneggiatori sono accreditati:
- Dave Hackel in 3 episodi (1981-1982)
- Steve Hattman in 3 episodi (1981-1982)
- Judy Gabriel in 2 episodi (1981-1982)
- Phil Mishkin in 2 episodi (1981-1982)
- Jordan Moffet in 2 episodi (1981)
- Lloyd J. Schwartz in 2 episodi (1981)
- Sherwood Schwartz in 2 episodi (1981)
- Jerry Davis in 2 episodi (1982)
- Jerry Rannow in 2 episodi (1982)

## Distribuzione
La serie fu trasmessa negli Stati Uniti dal 16 gennaio 1981 al 1º maggio 1982 sulla rete televisiva NBC.

## Episodi
| Stagione         | Episodi | Prima TV USA | Prima TV Italia |
| ---------------- | ------- | ------------ | --------------- |
| Prima stagione   | 13      | 1981         |                 |
| Seconda stagione | 17      | 1981-1982    |                 |